# Бингем, Кинсли
Ки́нсли (Кингсли) Скотт Би́нгем (англ. Kinsley Scott Bingham; 16 декабря 1808, Камиллус — 5 октября 1861, Грин-Ок) — американский политик. Член Палаты представителей США от 3 избирательного округа (1847—1851), губернатор Мичигана (1855—1859), сенатор США от Мичигана (1859—1861).

## Ранняя жизнь в Нью-Йорке
Бингем родился в фермерской семье Кэлвина и Бетси (до замужества — Скотт) Бингем в Камиллусе (штат Нью-Йорк). Он посещал обычные школы и изучал право в Сиракьюзе. В 1833 году, все ещё находясь в Нью-Йорке, Бингем женился на Маргарет Уорден, которая недавно переехала со своим братом Робертом Уорденом и семьёй из Шотландии.

## Жизнь и политика в Мичигане

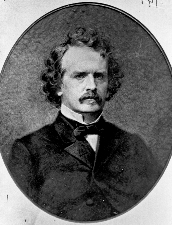
Бингем в молодости

В 1833 году Бингем вместе с женой переехал в городок Грин-Ок (штат Мичиган), где был принят в коллегию адвокатов и начал частную практику. В 1834 году родился единственный ребёнок от Маргарет, Кинсли У. Бингхэм (1838—1908), а его жена умерла четыре дня спустя. Он занимался сельским хозяйством и занимал ряд местных должностей, включая должность мирового судьи, почтмейстера и первого судьи суда по делам о наследствах округа Ливингстон.
Бингем стал членом Палаты представителей штата Мичиган в 1837 году, четыре раза переизбирался и занимал пост спикера палаты представителей в 1838—1839 и в 1842 годах. В 1839 году Бингхэм женился на Мэри Уорден, младшей сестре своей первой жены, а в 1840 году у них родился единственный ребёнок, Джеймс У. Бингем (1840—1862).
В 1846 году он был избран представителем Демократической партии от 3-го избирательного округа Мичигана в 30-й и 31-й Конгрессы, где работал с 4 марта 1847 года по 4 марта 1851 года. Он был председателем Комитета по расходам в Государственном департаменте в 31-м Конгрессе. Он сыграл важную роль в получении разрешения на строительство маяка Бивер-Айленд-Хед на южной оконечности острова Бивер в озере Мичиган. Он был категорически против расширения рабства и был одним из меньшинства демократов, которые поддерживали условие Уилмота. Бингем не был кандидатом на переизбрание в 1850 году и возобновил занятия сельским хозяйством. Он присоединился к фрисойлерам, а позже стал республиканцем.

## Губернатор и сенатор
В 1854 году Бингем был избран первым республиканским губернатором Мичигана и был переизбран в 1856 году; он является одним из первых республиканцев, избранных губернатором любого штата в истории США. Он был известен как фермер-губернатор Мичигана и сыграл важную роль в создании Сельскохозяйственного колледжа штата Мичиган (ныне Университет штата Мичиган) и других учебных заведений, таких как Государственная исправительная школа. Также за четыре года его пребывания на этом посту был принят закон о личной свободе, было утверждено законодательство, регулирующее лесную промышленность, и создано несколько новых округов и деревень. Он выступал за ужесточение банковских законов. Он также был делегатом от штата Мичиган на Национальном конвенте Республиканской партии в 1856 году, который выдвинул кандидатуру Джона Фремонта на пост президента США, который проиграл демократу Джеймсу Бьюкенену.
Бингем был избран от республиканцев Мичигана в Сенат США в 1858 году и участвовал в 36-м и 37-м Конгрессах с 4 марта 1859 года до своей смерти 5 октября 1861 года. Он был председателем Комитета по внесенным законопроектам в 37-м Конгрессе. Он активно участвовал в кампании по избранию президента США Авраама Линкольна в 1860 году.
Он умер в Грин-Ок, находясь на своем посту, в возрасте 52 лет и первоначально был похоронен на частном семейном кладбище в округе Ливингстон. Он был перезахоронен на Старом деревенском кладбище Брайтона.

## Память
- на Нижнем полуострове Мичигана в его честь названы три городка в округах Клинтон, Гурон и Лилано.
- в 2016 году был написан портрет Бингема художником Джошуа Риснером, который сейчас висит в здании Капитолия штата Мичиган[4].

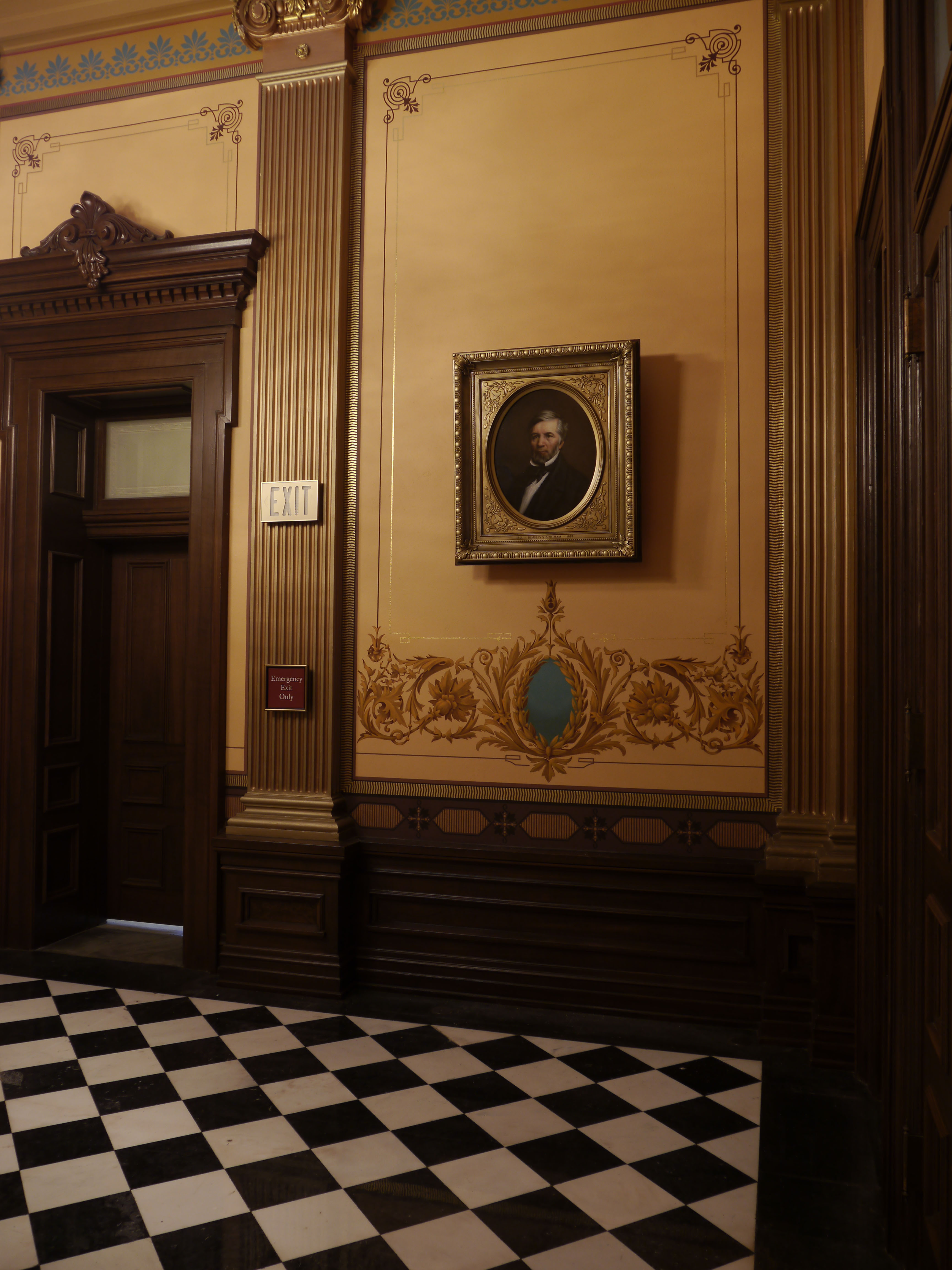
Портрет Бингема в Капитолии штата Мичиган
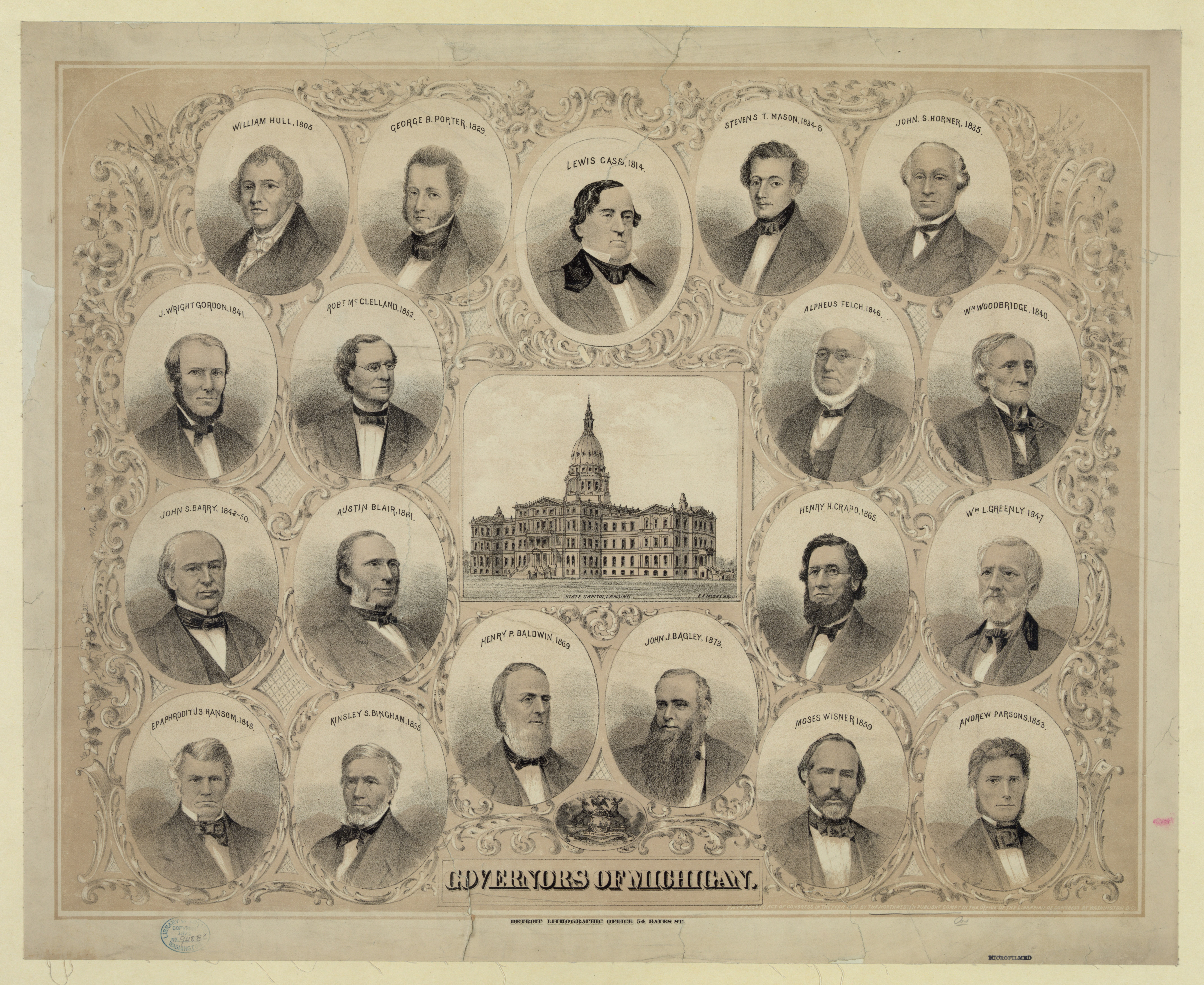
Бингем среди губернаторов Мичигана